# 금지옥엽
금지옥엽(金枝玉葉, He's A Woman, She's A Man)은 홍콩에서 제작된 진가신 감독의 1994년 멜로/로맨스, 코미디 영화이다. 장국영 등이 주연으로 출연하였고 증지위 등이 제작에 참여하였다.

## 출연

### 주연
- 장국영
- 원영의
- 유가령

### 조연
- 증지위
- 진소춘
- 정단서
- 임효봉
- 나가영
- 사천화

## 제작진
- 협력프로듀서: 허원
- 미술: 해중문
- 의상: 오리로

## 한국어 더빙 성우진(KBS, 1998년 5월 10일)
- 김승준 - 샘 (장국영)
- 최덕희 - 자영 (원영의)
- 서혜정 - 로즈 (유가령)
- 온영삼
- 손정아
- 김정애
- 유해무
- 김익태
- 서문석
- 김일
- 서광재
- 이선
- 박형욱